# Sarah Milkowski
Sarah Milkowski (* 7. Februar 1992 in Düsseldorf) ist eine deutsche Dartspielerin, die mehrfach an Veranstaltungen der PDC Women’s Series teilgenommen hat.

## Karriere
Sarah Milkowski begann ihre Karriere beim NWDV (Nordrhein-Westfälischer Dartverband) und bei DDV-Ranglistenturnieren. Sie war eine von zwei deutschen Starterinnen bei der ersten Ausgabe der PDC Women’s Series. Zweimal spielte sie sich bei diesen Turnieren in die Runde der letzten 32. Im Jahr 2020 kommentierte sie zusammen mit Elmar Paulke Live-Spiele auf DAZN im Rahmen des Grand Slam of Darts. Sie wird auch für Schaukämpfe nach England eingeladen.
2020 schloss sie das Ranking der PDC Women’s Series auf Platz 33 ab.
Im Januar 2023 nahm Milkowski zum ersten Mal an den Dutch Open teil und gewann dabei ein Spiel.
Sarah Milkowski ist mit mehr als 80.000 Followern ihres Instagram-Kanals die führende Darts-Influencerin in Deutschland. Zusammen mit ihrem Mann organisiert sie auch Dart-Turniere.